# 国民革命軍戦闘序列 (1939年)
国民革命軍戦闘序列 (1939年)は1939年に発布された中華民国国民革命軍の戦闘序列である。この戦闘序列は日中戦争勃発後、中国を統治した中華民国政府が重慶に遷都した後に中国全土を対象として対日持久抗戦に必要な編成としたものであり、この序列は概ね1944年まで用いられた。

## 戦闘序列表

### 国民政府軍事委員会
- 国民政府軍事委員会（中国語版）委員長　蔣介石
  - 参謀総長　何応欽

### 第1戦区
- 司令長官：衛立煌
- 作戦地区：河南及び安徽の一部分
  - 第2集団軍　孫連仲
  - 第40軍　龐炳勲（戦区直轄）
  - 第3集団軍　孫桐萱
  - 第76軍　李鉄軍（戦区直轄）
- 合計　12個歩兵師（師団相当）、1個歩兵旅（旅団相当）、1個騎兵師、1個騎兵旅、その他特種部隊

### 第2戦区
- 司令長官：閻錫山
- 作戦地区：山西及び陝西の一部分
  - 第14集団軍　衛立煌
  - 第4集団軍　孫蔚如
  - 第5集団軍　曽万鍾
  - 第9軍　郭寄嶠（戦区直轄）
  - 第6集団軍　楊愛源
  - 第7集団軍　傅作義
  - 第18集団軍（八路軍）　朱徳
- 合計　32個歩兵師、14個歩兵旅、5個騎兵師、3個騎兵旅、その他特種部隊及び地方部隊

### 第3戦区
- 司令長官：顧祝同
- 作戦地区：江蘇南部、安徽南部、浙江及び福建
  - 第25集団軍　陳儀
  - 第10集団軍　劉建緒
  - 第32集団軍　上官雲相
  - 第23集団軍　唐式遵
- 新編第四軍　葉挺（独立）
- 合計　22個歩兵師、2個歩兵旅　特種部隊及び遊撃部隊を含まず。

### 第4戦区
- 司令長官：張発奎
- 作戦地区：両広（広東及び広西）方面
  - 第9集団軍　呉奇偉
  - 第12集団軍　余漢謀
  - 第16集団軍　夏威
- 合計　18個歩兵師、2個歩兵旅　特種部隊を含まず。

### 第5戦区
- 司令長官：李宗仁
- 作戦地区：安徽西部、湖北北部及び河南南部
  - 豫鄂皖辺区遊撃総司令　廖磊
  - 第33集団軍　張自忠
  - 第11集団軍　李品仙
  - 第22集団軍　孫震
  - 第29集団軍　王纉緒
- 合計　26個歩兵師、各1個騎兵師　特種部隊を含まず。

### 第8戦区
- 司令長官：朱紹良
- 作戦地区：甘粛、青海及び綏遠一帯
  - 第17集団軍　馬鴻逵
  - 第80軍　孔令恂（独立）
  - 第82軍　馬歩芳（独立）
  - 騎兵第5軍　馬歩青（独立）
  - 第191師　楊徳亮（独立）
  - 騎兵第2軍　何柱国（独立）
  - 新2軍　魯大昌
  - 第7集団軍　門炳岳
- 合計　6個歩兵師、9個歩兵旅、4個騎兵師、4騎兵旅　特種部隊を含まず。

### 第9戦区
- 司令長官：陳誠、薛岳代理
- 作戦地区：江西、湖北及び湖南一帯
  - 第19集団軍　羅卓英
  - 第31集団軍　周嵒
  - 第74軍　王耀武（戦区直轄）
  - 第1集団軍　竜雲
  - 第27集団軍　楊森
  - 第30集団軍　王陵基
  - 第20集団軍　商震
- 合計　52個歩兵師　特種部隊及び遊撃部隊を含まず。

### 第10戦区
- 司令長官：蔣鼎文
- 作戦地区：陝西
  - 第34集団軍　蔣鼎文
  - 第16軍　董釗（戦区直轄）
- 合計　9個歩兵師、1個歩兵旅、1個騎兵師、1個騎兵旅　特種部隊を含まず。

### 魯蘇戦区
- 司令長官：于学忠、副司令沈鴻烈
- 作戦地区：江蘇北部及び山東方面
  - 第51軍　于学忠
  - 第89軍　韓徳勤
  - 第57軍　繆澄流
  - 遊撃総司令　沈鴻烈
- 合計　7個歩兵師、4個騎兵旅　特種部隊を含まず。

### 冀察戦区
- 総司令：鹿鍾麟
- 作戦地区：河北及び察哈爾両省
  - 第99軍　朱懐冰
  - 第69軍　石友三
  - 第5軍　孫魁元
  - 河北民団総指揮　張蔭梧
- 合計　5個歩兵師、1個騎兵師　その他特種部隊を含まず。